# Die Reise des chinesischen Trommlers
Die Reise des chinesischen Trommlers (Originaltitel: chinesisch 戰鼓 / 战鼓, Pinyin Zhàn Gǔ, Jyutping Zin1 Gu4 – „Kampf ‧ Trommel“; internationaler Titel: englisch The Drummer) ist ein Hongkong-Film von Autor und Regisseur Kenneth Bi. Es handelt sich um den zweiten Film des Regisseurs.

## Handlung
Sid ist der Sohn einer Hongkonger Unterweltlegende. Daher kommt er mit all seinen Unverschämtheiten in der Unterwelt durch, bis er unglücklicherweise die Freundin eines Gangsterbosses verführt.
Der rebellische junge Mann flieht nun vor seinen Verstrickungen in kriminelle Machenschaften in die einsamen Hügel Taiwans. Dort schließt er sich einer Gruppe von Zen-Musikern an und findet den lang ersehnten inneren Frieden.

## Hintergrund
Der Film feierte am 9. August 2007 seine Weltpremiere auf dem 60. Filmfestival von Locarno. Am 11. Oktober 2007 war die Hongkong-Premiere. The Drummer wurde in der „World Cinema Dramatic Competition“-Sektion des Sundance Film Festival 2008 gezeigt. Damit ist er der erste Wettbewerbsfilm aus der Region Hongkong und Taiwan auf dem renommierten Festival.
The Drummer wurde von der deutschen Produktionsfirma Twenty Twenty Vision koproduziert. Der deutsche Komponist Andre Matthias zeichnet für die Filmmusik verantwortlich.
Als der Regisseur Kenneth Bi im Jahr 2000 U-Theatre, eine zwölfköpfige Trommelgruppe aus Taiwan sah, fühlte er sich zu diesem Film angeregt.

## Festivals (Auswahl)
- Internationales Filmfestival Moskau 2008
- Filmfest München 2008
- Sydney Film Festival 2008
- Los Angeles Asian Pacific Film Festival 2008
- Hong Kong International Film Festival 2008
- Festival de Cinéma des 3 Amériques 2008
- Miami International Film Festival 2008
- Sundance Film Festival 2008
- Taipei Golden Horse Film Festival 2007
- Festival Internacional de Cine de Gijón 2007
- Hawaii International Film Festival 2007
- International Eurasia Film Festival 2007
- Internationales Filmfestival von Locarno 2007

## Auszeichnungen
Quelle: Internet Movie Database
- Wine Country Film Festival 2009: Bester Hauptdarsteller, Best Feature Film
- Toronto Reel Asian International Film Festival 2008: Publikumspreis
- Golden Horse Film Festival 2007: Bester Nebendarsteller Tony Leung Ka-Fai

## Nominierungen
- Hong Kong Film Awards 2008: Beste Original Filmmusik, Andre Matthias
- Hong Kong Film Awards 2008: Bestes Sound Design, Tu Duu Chih & Kuo Li Chi
- Sundance Film Festival 2008: World Cinema – Dramatic, Kenneth Bi
- Golden Horse Film Festival 2007: Outstanding Taiwanese Film of the Year

## Kritiken
Renèe Wieder schrieb in TV Digital 1 vom 23. Dezember 2008, dass wunderschöne Landschaftsaufnahmen die Kulisse für diesen etwas langatmigen, aber trotzdem anrührenden Film bilden würden.